# りんゆう観光
株式会社りんゆう観光（りんゆうかんこう）は、本社を北海道札幌市におく観光産業を主力とした企業。

## 事業
- 大雪山層雲峡・黒岳ロープウェイ、大雪山黒岳スキー場の運営
- 札幌藻岩山スキー場リフト事業
- りんゆうツアー（登山・トレッキング、各種手配旅行。観光庁長官登録第923号）
- 黒岳石室夏期管理(上川町より受託)
- 大雪山愛山渓温泉スパ&エコロッジ愛山渓倶楽部 管理運営(上川町より受託)

## 沿革
- 1959年(昭和34年) 札幌林友観光として設立[1]
- 1960年 札幌藻岩山スキー場第1、第2リフト営業開始
- 1967年 大雪山層雲峡・黒岳ロープウェイ（当時：層雲峡ロープウェイ）営業開始
- 1982年 新白雲荘落成・営業開始
- 1983年 旅行業参入[1]
- 1989年(平成元年) 「りんゆう観光」に社名変更[1]
- 1991年 黒岳ペアリフトオープン
- 2017年 スパ&エコロッジ愛山渓倶楽部管理運営開始

## 事業所
- 本社 - 札幌市東区北9条東2丁目1-8
- 層雲峡事業所 - 上川郡上川町層雲峡
- 藻岩山事業所 - 札幌市南区藻岩下1991